# Friedrich Warzok

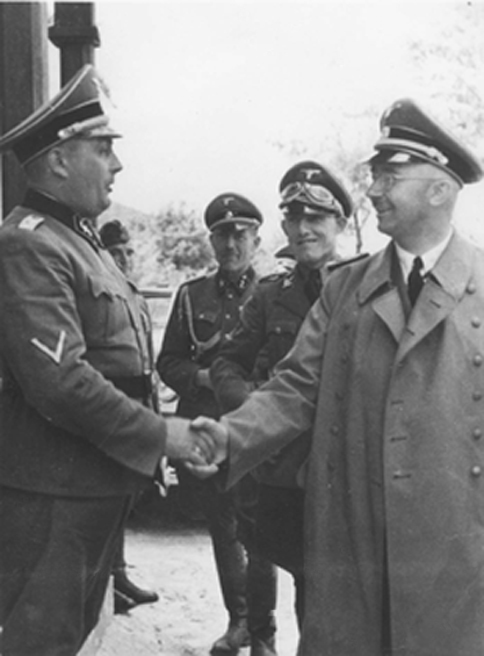
Warzok (links) schudt de hand van Heinrich Himmler in het dwangarbeiderskamp Lemberg-Janovska.

Friedrich Warzok (Rogowa, 21 september 1903 - ?) was een Duitse kampcommandant en SS-Führer. Het Simon Wiesenthal Center rekent hem tot de tien meest gezochte nationaalsocialisten van de United Nations War Crimes Commission.

## Levensloop
Warzok was metselaar van beroep. In 1931 werd hij lid van de NSDAP (lidmaatschapsnummer 573.961) en de SS (SS-nummer 23.262), waar hij in 1942 de rang van Hauptsturmführer bereikte.
Na de inval van Polen was hij vanaf maart 1940 de leider van de Volksdeutscher Selbstschutz in Warschau. In oktober 1941 stapte hij over naar de staf van de SS- und Polizeiführer in het district Galicië. Daarna werkte hij als hoofd van verschillende dwangarbeiderskampen in de omgeving van Zolotsjev. In juli 1943 volgde hij Gustav Willhaus op als kampcommandant van het concentratiekamp Lemberg-Janovska.  Vanaf maart 1945 werd hij ingezet in concentratiekamp Neuengamme.
Na de val van Nazi-Duitsland vluchtte Warzok met hulp van rooms-katholieke geestelijken via de Rattenlijn naar Caïro.

## Wetenswaardigheden
- De roman The Janus Project van Philip Kerr beschrijft Warzok tijdens zijn vlucht via de Rattenlijn.